# Шиїнецька сільська рада
Шиїне́цька сільська́ ра́да — адміністративно-територіальна одиниця та орган місцевого самоврядування в Деражнянському районі Хмельницької області. Адміністративний центр — село Шиїнці.

## Загальні відомості
Шиїнецька сільська рада утворена в травні 1991 року.
- Територія ради: 16,318 км²
- Населення ради: 269 осіб (станом на 2001 рік)
- Територією ради протікає річка Ровець

## Населені пункти
Сільській раді підпорядковані населені пункти:
- с. Шиїнці

## Склад ради
Рада складається з 12 депутатів та голови.
- Голова ради: Гуменна Наталія Василівна
- Секретар ради: Щур Тетяна Петрівна

### Керівний склад попередніх скликань
| Прізвище, ім'я, по батькові | Основні відомості                                                                                                | Дата обрання | Дата звільнення |
| --------------------------- | --- | ------------ | --------------- |
| Войтюк Олена Іванівна       | Сільський голова, 1973 року народження, член Народної партії                                                     | 26.03.2006   | 31.10.2010      |
| Гуменна Наталія Василівна   | Сільський голова, 1975 року народження, освіта середня спеціальна, член Всеукраїнського об'єднання «Батьківщина» | 31.10.2010   |                 |

Примітка: таблиця складена за даними сайту Верховної Ради України

### Депутати
За результатами місцевих виборів 2010 року депутатами ради стали:

#### За суб'єктами висування
| Суб'єкт висування | Кількість обраних депутатів | %    |
| ----------------- | --------------------------- | ---- |
| Народна партія    | 7                           | 58,3 |
| Партія регіонів   | 3                           | 25   |
| Самовисування     | 2                           | 16,7 |

#### За округами
| № округу        | Прізвище, ім'я, по батькові    | Дата визнання обраним | Освіта  | Партійна приналежність | Відомості про обраного депутата     |
| --------------- | ------------------------------ | --------------------- | ------- | ---------------------- | ----------------------------------- |
| Народна Партія  |                                |                       |         |                        |                                     |
| 1               | Гусак Ганна Дмитрівна          | 04.11.2010            | середня | член Народної партії   | пенсіонер                           |
| 2               | Заєць Петро Іванович           | 04.11.2010            | середня | член Народної партії   | тимчасово не працює                 |
| 3               | Кучер Лариса Єгорівна          | 04.11.2010            | середня | член Народної партії   | пенсіонер                           |
| 5               | Мартинюк Іна Георгіївна        | 04.11.2010            | середня | член Народної партії   | тимчасово не працює                 |
| 7               | Король Сергій Миколайович      | 04.11.2010            | середня | член Народної партії   | тимчасово не працює                 |
| 9               | Фурман Ростислав Миколайович   | 04.11.2010            | середня | член Народної партії   | тимчасово не працює                 |
| 11              | Остапчук Катерина Федорівна    | 04.11.2010            | середня | член Народної партії   | Соціальний працівник                |
| Партія регіонів |                                |                       |         |                        |                                     |
| 4               | Наставнюк Марія Михайлівна     | 04.11.2010            | середня | член Партії регіонів   | Шиїнецький сільський клуб, зав.клуб |
| 6               | Повар Михайло Іванович         | 04.11.2010            | середня | член Партії регіонів   | тимчасово не працює                 |
| 12              | Щур Тетяна Петрівна            | 04.11.2010            | середня | член Партії регіонів   | Шиїнецька сільська рада, секретар   |
| Самовисування   |                                |                       |         |                        |                                     |
| 8               | Кухар Валентина Володимирівна  | 04.11.2010            | середня | позапартійна           | тимчасово не працює                 |
| 10              | Гребенюк Володимир Миколайович | 04.11.2010            | середня | позапартійний          | тимчасово не працює                 |